# Area Z
Area Z (estilizado em maiúsculas) é o quarto álbum de estúdio do JAM Project com músicas originalmente compostas para o próprio, e não para animes, tokusatsu ou jogos eletrônicos, como é de praxe em suas "Best Collections". Foi lançado em 29 de junho de 2016 pela Lantis e possui 15 faixas.

## Produção
Apesar de não ser uma "Best Collection", inclui a famosa abertura de One Punch-Man: "THE HERO!! ~Okoreru Ken ni Hi wo Tsukero~", além da abertura de GARO -DIVINE FLAME-.
Novos e jovens compositores foram convidados a participar do álbum. Além disso, um videoclipe para a música NAWABARI ~Haitoku no Scenario~ foi produzido.

## Recepção
O álbum chegou à 24ª posição na Billboard Japan (e à 36ª no Hot 100), e ficou três semanas no Oricon Albums Chart, chegando à 23ª posição.
O CD Journal chamou o álbum de "incrível", destacando o fato do uso de elementos dançantes se mesclar bem aos poderosos vocais dos integrantes.

## Faixas
| N.º            | Título                                      | Letras                          | Música                              | Usada em:           | Duração |  |
| 1.             | "Gate of Territory"                         |                                 | Shiho Terada e Yoshichika Kuriyama  |                     | 1:48    |  |
| 2.             | "NAWABARI ~Haitoku no Scenario~"            | Hironobu Kageyama e Masami Okui | H. Kageyama e R・O・N               |                     | 5:24    |  |
| 3.             | "AREA Z 〜Song for J-Riders〜"              | H. Kageyama                     | H. Kageyama e R・O・N               |                     | 4:40    |  |
| 4.             | "Ha 〜the divine blade〜"                   | H. Kageyama                     | Hiroshi Kitadani e Hisashi Koyama   | GARO -DIVINE FLAME- | 4:08    |  |
| 5.             | "ASESINA"                                   | M. Okui                         | H. Kitadani, Naoya Yamamoto e TAKEO |                     | 4:41    |  |
| 6.             | "WE ARE ONE"                                | Masaaki Endoh                   | M. Endoh e Masaki Suzuki            |                     | 6:01    |  |
| 7.             | "Survive"                                   | H. Kitadani                     | H. Kitadani e ENDO.                 |                     | 4:17    |  |
| 8.             | "Treasure in the sky"                       | M. Okui e R. Cruz               | R. Cruz, S. Terada e Y. Kuriyama    |                     | 5:05    |  |
| 9.             | "Magical Mystery Spice ~Magispa no Theme~"  | H. Kageyama                     | H. Kageyama e A-bee                 |                     | 5:02    |  |
| 10.            | "THE HERO!! ~Okoreru Ken ni Hi wo Tsukero~" | H. Kageyama                     | H. Kageyama e Makoto Miyazaki       | One Punch-Man       | 3:49    |  |
| 11.            | "Giana Kouchi"                              | Yoshiki Fukuyama                | Y. Fukuyama e S. Terada             |                     | 5:46    |  |
| 12.            | "Fragile"                                   | H. Kageyama                     | H. Kageyama e Tomohiro Nakatsuchi   |                     | 4:42    |  |
| 13.            | "J-RIOT"                                    | M. Endoh                        | M. Endoh e R・O・N                  |                     | 3:40    |  |
| 14.            | "Growing up"                                | H. Kitadani e M. Okui           | H. Kitadani e M. Miyazaki           |                     | 4:28    |  |
| 15.            | "SHORT STORY -life is beautiful-"           | M. Okui                         | M. Okui e Kenichi Sudo              |                     | 6:29    |  |
| Duração total: | Duração total:                              | Duração total:                  | Duração total:                      | Duração total:      | 70:00   |  |

## Integrantes
- Hironobu Kageyama
- Masaaki Endoh
- Hiroshi Kitadani
- Yoshiki Fukuyama
- Masami Okui
- Ricardo Cruz